# 수용 능력
수용 능력(收容能力)은 생태계가 안정성을 깨지 않고 지원할 수 있는 생물 개수의 한계를 의미한다.